# گاوین هامبلی
گاوین هامبلی (به انگلیسی: Gavin R. G. Hambly) (زاده ۴ ژوئیه ۱۹۳۴ - ۱۸ اکتبر ۲۰۰۶) استاد تاریخ دانشگاه تگزاس دالاس است. او جز ویراستاران جلد هفتم تاریخ ایران کمبریج بوده‌است.

## آثار
ویراستاری جلد هفتم تاریخ ایران کمبریج
مقالات او در دانشنامه بریتانیکا (نسخه آنلاین):
- Uzbekistan
- Kazakhstan
- history of Central Asia
- Tajikistan
- Turkmenistan

مقالات او در دانشنامه ایرانیکا:
- FERRIER, JOSEPHE-PIERRE
- HAZĀRSOTUN
- FEREŠTA,TĀRĪḴ-E
- G. Hambly, “Agra,” Encyclopædia Iranica, I/6, pp. 611-612; an updated version is available online at http://www.iranicaonline.org/articles/agra-city (accessed on 1۶ مارس ۲۰۱۴).
- GULBARGA
- FARMĀNFARMĀ, ḤOSAYN-ʿALĪ MĪRZĀ
- GUJARAT